# Kuurne-Bruxelles-Kuurne 2018
La 70e édition de Kuurne-Bruxelles-Kuurne a lieu le 25 février 2018. La course fait partie du calendrier UCI Europe Tour 2018 en catégorie 1.HC.

## Présentation

### Parcours

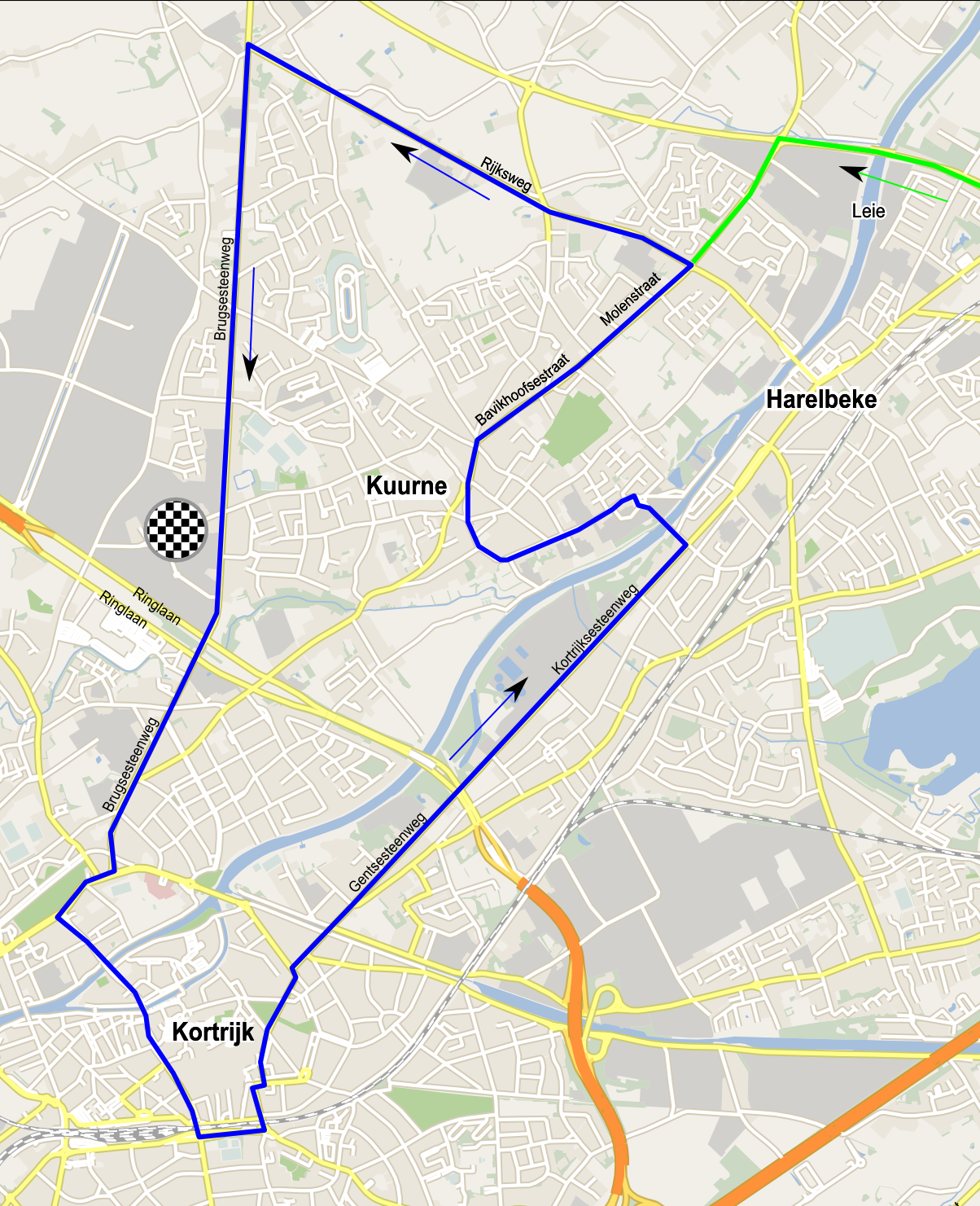
Circuit urbain de Kuurne-Bruxelles-Kuurne 2018

Onze monts sont au programme de cette édition, dont certains recouverts de pavés :
| Mont | Nom              | Km    | Revêtement     | Longueur (m) | Pente moyenne | Pente maxi | Km de l'arrivée |
| ---- | ---------------- | ----- | -------------- | ------------ | ------------- | ---------- | --------------- |
| 1    | Wolvenberg       | 32,0  | asphalte       | 708          | 7,9 %         | 17 %       | 168,1           |
| 2    | Onkerzele berg   | 67,5  | asphalte       | 2 100        | 3 %           | 7,5 %      | 132,6           |
| 3    | La Houppe        | 82,8  | asphalte       | 1 880        | 4,8 %         | 10 %       | 117,3           |
| 4    | Kanarieberg      | 88,3  | asphalte       | 1 000        | 7,7 %         | 14 %       | 111,8           |
| 5    | Kruisberg        | 95,5  | asphalte/pavés | 1 800        | 4,8 %         | 9 %        | 104,6           |
| 6    | Hotond           | 97,3  | asphalte       | 2 700        | 3,1 %         | 7,5 %      | 102,8           |
| 7    | Côte de Trieu    | 105,3 | asphalte       | 1 260        | 7 %           | 13 %       | 94,8            |
| 8    | Vieux Quaremont  | 115,0 | pavés          | 2 220        | 4 %           | 11,6 %     | 85,1            |
| 9    | Mont de l'Enclus | 121,9 | asphalte       | 1 100        | 6 %           | 11 %       | 78,2            |
| 10   | Tiegemberg       | 138,6 | asphalte       | 750          | 5 %           | 9 %        | 62,1            |
| 11   | Holstraat (nl)   | 142,6 | asphalte       | 1 000        | 5,2 %         | 12 %       | 57,5            |
| 12   | Nokereberg       | 150,3 | pavés          | 350          | 5,7 %         | 7 %        | 49,8            |

### Équipes
Classé en catégorie 1.HC de l'UCI Europe Tour, Kuurne-Bruxelles-Kuurne est par conséquent ouvert aux WorldTeams dans la limite de 70 % des équipes participantes, aux équipes continentales professionnelles, aux équipes continentales belges et à une équipe nationale belge.
Seize des dix-huit équipes World Tour sont présentes, seules Movistar et Sunweb ne le sont pas. Neuf équipes continentales professionnelles sont invitées.
| WorldTeams (16)- Bora-Hansgrohe - Quick-Step Floors - BMC Racing Team - AG2R La Mondiale - Lotto NL-Jumbo - Lotto Soudal - Katusha-Alpecin - Sky - FDJ - Trek-Segafredo - Mitchelton-Scott - Bahrain-Merida - EF Education First-Drapac p/b Cannondale - Astana - Dimension Data - UAE Team Emirates Équipes continentales professionnelles (9)- Direct Énergie - Sport Vlaanderen-Baloise - Wanty-Groupe Gobert - Cofidis, Solutions Crédits - Roompot-Nederlandse Loterij - Israel Cycling Academy - Fortuneo-Samsic - WB-Aqua Protect-Veranclassic - Vérandas Willems-Crelan |
| |

## Classements

### Classement final
| \| Classement général \| Classement général \| Classement général \| Classement général \| Classement général \| \| Coureur \| Coureur \| Pays \| Équipe \| Temps \| \| ------------------ \| ------------------ \| ------------------ \| ---------------------------- \| ------------------ \| \| 1er \| Dylan Groenewegen \| Pays-Bas \| LottoNL-Jumbo \| 4 h 51 min 41 s \| \| 2e \| Arnaud Démare \| France \| FDJ \| + 0 s \| \| 3e \| Sonny Colbrelli \| Italie \| Bahrain-Merida \| + 0 s \| \| 4e \| Pim Ligthart \| Pays-Bas \| Roompot-Nederlandse Loterij \| + 0 s \| \| 5e \| Justin Jules \| France \| WB-Aqua Protect-Veranclassic \| + 0 s \| \| 6e \| Jempy Drucker \| Luxembourg \| BMC Racing Team \| + 0 s \| \| 7e \| Guillaume Boivin \| Canada \| Israel Cycling Academy \| + 0 s \| \| 8e \| Łukasz Wiśniowski \| Pologne \| Team Sky \| + 0 s \| \| 9e \| Julien Vermote \| Belgique \| Dimension Data \| + 0 s \| \| 10e \| Timothy Dupont \| Belgique \| Wanty-Groupe Gobert \| + 0 s \| |                   |            |                              |                 |
| |                   |            |                              |                 |
| Source : ProCyclingStats |                   |            |                              |                 |
| Classement général |                   |            |                              |                 |
| Coureur | Coureur           | Pays       | Équipe                       | Temps           |
| 1er | Dylan Groenewegen | Pays-Bas   | LottoNL-Jumbo                | 4 h 51 min 41 s |
| 2e | Arnaud Démare     | France     | FDJ                          | + 0 s           |
| 3e | Sonny Colbrelli   | Italie     | Bahrain-Merida               | + 0 s           |
| 4e | Pim Ligthart      | Pays-Bas   | Roompot-Nederlandse Loterij  | + 0 s           |
| 5e | Justin Jules      | France     | WB-Aqua Protect-Veranclassic | + 0 s           |
| 6e | Jempy Drucker     | Luxembourg | BMC Racing Team              | + 0 s           |
| 7e | Guillaume Boivin  | Canada     | Israel Cycling Academy       | + 0 s           |
| 8e | Łukasz Wiśniowski | Pologne    | Team Sky                     | + 0 s           |
| 9e | Julien Vermote    | Belgique   | Dimension Data               | + 0 s           |
| 10e | Timothy Dupont    | Belgique   | Wanty-Groupe Gobert          | + 0 s           |

### UCI Europe Tour
La course attribue aux coureurs le même nombre de points pour l'UCI Europe Tour 2018 et le Classement mondial UCI.
| Position           | 1er | 2e  | 3e  | 4e  | 5e | 6e | 7e | 8e | 9e | 10e | 11e | 12e | 13e | 14e | 15e | 16e à 30e | 31e à 40e |
| Classement général | 200 | 150 | 125 | 100 | 85 | 70 | 60 | 50 | 40 | 35  | 30  | 25  | 20  | 15  | 10  | 5         | 3         |

## Liste des participants
| Légende | Légende                                                                    | Légende | Légende                                                    |
| ------- | -------------------------------------------------------------------------- | ------- | ---------------------------------------------------------- |
| Num     | Dossard de départ porté par le coureur sur ce Kuurne-Bruxelles-Kuurne      | Pos     | Position à l'arrivée de la course                          |
|         | Indique un maillot de champion national ou mondial, suivi de sa spécialité | NP      | Indique un coureur qui n'a pas pris le départ de la course |
| AB      | Indique un coureur qui n'a pas terminé la course                           | HD      | Indique un coureur qui a terminé la course hors des délais |